# Nordlig ulota
Nordlig ulota (Ulota curvifolia) är en bladmossart som beskrevs av Liljeblad 1816. Nordlig ulota ingår i släktet ulotor, och familjen Orthotrichaceae. Arten är reproducerande i Sverige. Inga underarter finns listade i Catalogue of Life.